# Стар Трек VI: Неоткритата страна
„Стар Трек VI: Неоткритата страна“ (на английски: Star Trek VI: The Undiscovered Country) е последният филм от приключенията на кап. Кърк, екипажът му и кораба Enterprise-A. Филмът излиза на 6 декември 1991 г. – 25 години от старта на първия сериал и 12 години след първия филм Star Trek. За разлика от предхождащия го, този филм се радва на добро отношение от страна на критиците. Номиниран е за 2 Оскара – за най-добри ефекти и за най-добър грим.

## Сюжет
След експлозия на луната—източник на енергия на Клингонската империя Клингонците изчисляват, че им остава около 50 години живот, преди озоновият им слой да се изтощи и те всички да умрат. Те имат само един избор — да се присъединят към Федерацията, което ще сложи края на 70-годишна война. Капитан Кърк и екипажът му са извикани да провеждат преговорите с Клингоните, заради предишния им „опит“ с тях. Но преговорите не вървят по план и впоследствие Кърк и МаКой са набедени и са осъдени за политическо убийство и са изпратени на Руна Пенте — трудово-поправителен лагер — затвор на една ледена луна. Въпросът е ще успеят ли да избягат от затвора? Ще успеят ли да постигнат и възстановят мир с Клингоните?

## Филми от поредицата за „Стар Трек“
Поредицата „Стар Трек“ включва 14 филма:
- „Стар Трек: Филмът“ (1979)
- „Стар Трек II: Гневът на Хан“ (1982)
- „Стар Трек III: В търсене на Спок“ (1984)
- „Стар Трек IV: Пътуване към вкъщи“ (1986)
- „Стар Трек V: Последната граница“ (1989)
- „Стар Трек VI: Неоткритата страна“ (1991)
- „Стар Трек: Космически поколения“ (1994)
- „Стар Трек VIII: Първи контакт“ (1996)
- „Стар Трек: Бунтът“ (1998)
- „Стар Трек: Възмездието“ (2002)
- „Стар Трек“ (2009)
- „Пропадане в мрака“ (2013)
- „Стар Трек: Отвъд“ (2016)
- „Стар Трек: Секция 31“ (2025)